# Sophie Hamilton
Pour les articles homonymes, voir Hamilton.
Sophie Hamilton née le 28 février 2001, est une joueuse de hockey sur gazon britannique. Elle évolue au poste de milieu de terrain à Surbiton avec les équipes nationales anglaise et britannique,.

## Biographie
Sophie est la sœur jumelle d'Olivia Hamilton, également internationale britannique.

## Carrière
Elle a fait ses débuts le 27 octobre 2020 contre les Pays-Bas avec l'équipe première britannique à Amsterdam lors de la Ligue professionnelle 2020-2021.